# Oblężenie Cambrai
Oblężenie Cambrai – oblężenie, które miało miejsce od 28 marca 1677  do 17 kwietnia 1677 podczas wojny Francji z koalicją.
Twierdza położona we Flandrii broniona była przez garnizon hiszpański. W 20 dni po rozpoczęciu prac oblężniczych zdobyta została przez Francuzów.